# Taekwondo
Taekwondo is een Koreaanse ongewapende vechtkunst en vechtsport met de nadruk op zelfverdediging. Letterlijk vertaald betekent tae voet, kwon vuist en do de kunst van of de weg.
Vrij vertaald betekent taekwondo: de weg van de voet en de vuist. 
Als vechtsport kent taekwondo drie wedstrijddisciplines, namelijk full contact sparring, stijlvormen en Hanmadang. 
Hanmadang is een taekwondofestival waarbij meedoen belangrijker is dan winnen. Bij Hanmadang kent men diverse onderdelen, waaronder power breektesten, freestyle poomsae, hosinsul  (zelfverdediging) demo, etc.
Sparring is een olympische discipline sinds 2000.
In 1988 was er tijdens de openingsceremonie van de olympische spelen in Seoel een zeer indrukwekkende taekwondo-demo.
Voor de serieuze taekwondobeoefenaar is het meer dan zomaar een vechtsport.
Dus niet alleen het gebruik van de hand en de voet, maar een manier van denken, een manier van zelfdiscipline en ontwikkeling van zelfvertrouwen.
Oftewel de balans tussen lichaam en geest.
Door training ontwikkelt een student zelfvertrouwen, discipline, lichamelijke gezondheid, coördinatie en zelfverdediging. Taekwondo wordt gezien als een kunst van zelfverdediging, die gebruikt kan worden voor gerechtigheid en het verdedigen van de zwakkere. Het is een kunst die niet alleen is weggelegd voor sterke mensen, maar die door iedereen te beoefenen is. Op 11 april 1955 was er voor het eerst sprake van de naam Taekwondo, nadat meerdere prominente Koreaanse grootmeesters van diverse vechtkunsten een nationale vechtkunst vormden, genaamd taekwondo en o.l.v. generaal Choi.

## Schrijfwijzen
Er zijn verschillende schrijfwijzen: 
- Taekwondo (meest gebruikt)
- Taekwon-Do (officiële ITF-schrijfwijze)
- Tae-Kwon-Do

"Tae-Kwon-Do" is Koreaans voor tae: "springen, kicken of slaan met de voeten", kwon: "stoten, slaan met de hand of vuist", Do: "de kunst van" of "de manier van" of "levenswijze". Het is een levenswijze door middel van voet en vuist.
Het is vooral bekend van de vele (hoge) traptechnieken, ook al bestaan er verscheidene handtechnieken die er ook bij horen. Een beoefenaar van taekwondo wordt vaak een "taekwondoka" genoemd – en is ook onder deze benaming in het woordenboek van de Nederlandse taal opgenomen – terwijl er ook bronnen zijn die beweren dat deze term niet juist is, en in plaats daarvan de term "taekwondo-in" gebruiken.

## Geschiedenis
De oorsprong van deze zelfverdedigings- en vechtkunst ligt in Korea. De naam taekwondo is afgeleid van taekgyeon (택견). Taekgyeon was een vorm van zelfverdediging die rond het jaar 1800 ontstond en begin twintigste eeuw nauwelijks meer beoefend werd in Korea. Hoewel er dus enig verwantschap bestaat tussen taekgyeon en taekwondo, is deze slechts oppervlakkig. Behalve dat in beide sporten de beoefenaars zich veel van traptechnieken bedienen zijn er verder geen overeenkomsten en verschillen de traptechnieken enorm. Men probeert vaak om taekwondo een langere geschiedenis toe te dichten dan historisch kan worden bewezen, om zo de link tussen taekwondo en taekgyeon in stand te houden. Taekwondo is echter vrij recent ontstaan uit het Japanse karate.
De reden, dat sommige Koreanen ontkennen dat taekwondo beïnvloed is door karate, is omdat de Koreaanse bevolking veel te lijden heeft gehad onder de Japanse bezetting van Korea. Deze bezetting duurde van 1910 to 1945. Ook een deel van China werd hierbij door Japan bezet (Mantsjoerije). Tijdens de bezettingsperiode gingen sommige Koreanen (meestal studenten) naar Japan en kwamen daar in aanraking met Japanse vechtkunsten. Andere Koreanen gingen naar China en kwamen daar in aanraking met Chinese vechtkunsten (Chuan Fa). Een van die vechtkunsten, waar die Koreanen les in namen, was het karate, dat op Japanse universiteiten onderwezen werd. Toen die Koreanen weer terug naar Korea keerden, begonnen ze in hun thuisland les te geven in karate onder verschillende Koreaanse namen zoals Tang Soo Do (Tang-handmethode) en Kong Soo Do (Lege-handmethode). Koreanen die les in Chinese vechtkunsten hadden gehad, noemden hun vechtkunst Kwon Bup (Vuistmethode). De vechtkunstscholen die werden gesticht werden kwans genoemd.
Taekwondo ontstond begin jaren 50 toen vijf oorspronkelijke kwans besloten hun krachten te bundelen binnen één stijl. Later kwamen daar nog een aantal kwans bij.
De vijf oorspronkelijke kwans zijn:
- Chung Do Kwan (청도관/靑濤館) - stijl: Tang Soo Do - In 1944 opgericht door Won Kuk Lee
- Moo Duk Kwan (무덕관/武德館) - stijl: Hwa Soo Do, Tang Soo Do - In 1945 opgericht door Hwang Kee. Deze kwan scheidde zich later af en ging zelfstandig verder.
- Song Moo Kwan (송무관/松武館) - stijl: Tang Soo Do - Opgericht op 11 maart 1946 door Byung Jick Ro
- Kwon Bop Bu/Chang Moo Kwan (창무관/彰武館)- stijl: Kwon Bup, Kong Soo Do - In 1946 opgericht door Byung In Yon
- Yun Moo Kwan/Jidokwan (지도관/智道館)- stijl: Kong Soo Do - Opgericht op 3 maart 1946 door Sang Sup Chun

Invloedrijke kwans die zich later aansloten zijn:
- Han Moo Kwan (한무관/韓武館) - stijl: Kong Soo Do - In 1954 opgericht door Kyo Yoon Lee. Zijn kwan was een aftakking van Yun Moo Kwan/Jidokwan.
- Oh Do Kwan (오도관/吾道館) - stijl: Tang Soo Do - In 1955 opgericht door Choi Hong-hi, Tae Hee Nam en Cha Kyo Han. Deze kwan was een aftakking van Chung Do Kwan.
- Kang Duk Won (강덕원/講德院) - stijl: Moo Do - Opgericht in 1956 door Chul Hee Park en Jong Pyo Hong. Deze kwan was een aftakking van Kwon Bop Bu/Chang Moo Kwan.
- Jung Do Kwan (정도관/正道館) - stijl: Tang Soo Do - Opgericht in 1956 by Yong Woo Lee. Ook deze kwan was een aftakking van Chung Do Kwan.

In het begin werd de naam tae soo do gebruikt om de beoefende vechtkunststijl aan te duiden. In 1955 werd deze naam vervangen door de naam taekwondo. Deze naam is bedacht door de Koreaanse generaal Choi Hong-hi, nadat deze scholen zich verenigd hadden in de Koreaanse Taekwondo Associatie (K.T.A. 대한 태권도 협회). In 1966 werd de International Taekwondo Federation opgericht als eerste wereldwijd verspreidde taekwondobond. In het begin leek taekwondo veel op shotokan-karate, maar gaandeweg ontwikkelde het zich tot een opzichzelfstaande unieke stijl. Bij die ontwikkeling werd inspiratie geput uit het taekgyeon, dat destijds onder hernieuwde belangstelling kwam te staan.
Alhoewel de wering en standen ongeveer hetzelfde zijn als bij shotokan-karate, legt taekwondo meer accenten op de ontwikkeling van traptechnieken, beweeglijkheid en aaneenschakelingen van diverse technieken (dynamischer). Echter, voor de duidelijkheid moet gesteld worden dat taekwondo, zoals beoefend door de oude grootmeesters, ook een significante rol toebedeelt aan het gebruik van de handen.

## Taekwondo, olympische discipline
Op de Olympische Spelen van Sydney 2000 was het sparren (het vrije gevecht) voor het eerst een officiële discipline. Het competitiereglement voorzag 4 gewichtsklassen voor de heren en 4 voor de dames.
Laurence Rase was de eerste Belgische deelneemster die gekwalificeerd werd voor de Olympische Spelen van Athene 2004. In 2008 behaalde de Nederlander Dennis Bekkers de zestiende finales. In 2024 won Sarah Chaâri als Belgische deelneemster een bronzen medaille op de spelen van Frankrijk.
Het was de Nederlander Henk Meijer die in 1985 als eerste niet-Koreaan de wereldkampioenschappen in Seoul in Zuid-Korea won.

## Training
Taekwondotraining kan de volgende onderdelen omvatten:
- Techniektraining: standen, trappen, stoten weringen en blokkeringen
- Stijlvormen (Tul, Poomsee of hyung): uitvoering van technieken, volgens een vastgestelde volgorde (vaste vormen)
- Sparren (Matsogi of Kyorugi): een-, twee- en driestapsparren, vrij sparren, gearrangeerd sparren en het traditionele sparren.
- Breektesten (Kyok of Gye-pa): het breken van planken en dergelijke, door middel van tevoren bepaalde taekwondotechnieken. Hierbij is vooral de techniek van belang en niet zozeer de kracht.
- Zelfverdediging (Ho shin sul): het nabootsen van de realiteit, waarbij ook geoefend wordt zich te bevrijden uit verwurgingen, armklemmen, omklemmingen, afweren van aanvallen met een mes, korte en lange stok e.d.

### Materiaal
Tijdens de training draagt de taekwondo-beoefenaar een zogenaamde dobok (도복). De taekwondo-dobok is deels afgeleid van de traditionele Koreaanse hanbok (한복). Om het middel draagt de taekwondobeoefenaar een band, ti (띠) genaamd.
Tijdens WT-wedstrijden is het vooral de hogu, borstbeschermer (pantser), van de deelnemers die meteen in het oog springt. De blauwe hogu wordt aangeduid met de chong (청) en de rode hogu met hong (홍). De hoofdbeschermer wordt officieel een morri bohodae (머리 보호대) genoemd, maar wordt tegenwoordig ook door Koreanen aangeduid als headgear (헤드기어).

## Doelstellingen van het taekwondo
- (예의 jeeji) Hoffelijkheid: beleefd zijn tegen elkaar, eerlijk zijn, respect tonen voor de leraar en voor mensen die ouder zijn dan jezelf.
- (렴치 jom chi) Integriteit. In het taekwondo zijn eerlijkheid en oprechtheid heel belangrijk.
- (인내 in nae) Doorzettingsvermogen.
- (극기 guk gi) Zelfbeheersing. Dit is heel belangrijk bij taekwondo, zowel binnen als buiten de dojang (도장).
- (백절불굴 baekjul boogul) Enorme geestkracht. Een oprechte taekwondo-leerling moet zich inzetten voor vrede en rechtvaardigheid en zich niet laten afschrikken.

Sommige stijlen voegen hier nog aan toe:
- Concentratie. Het begrip Jip-Joong wat geconcentreerde kracht betekent, verwoordt dit. Het wijst op de concentratie van die spieren, voor de beweging naar het doel, in een korte tijd. Hierbij bewegen de heup en buik eerder dan de ledematen. De beweging is 'lateraal' (zijwaarts) en verticaal. De concentratie van die spieren voor ontspannen en inspannen. Deze behelst tegenkracht, concentratie, balans, beheersing van de ademhaling, massa en snelheid.

## Graduatie
Binnen taekwondo kunnen er verschillende graden behaald worden. Deze worden aangeduid met verschillende kleuren van gordels. Iemand die start met taekwondo begint met een witte gordel (10e kup genaamd). Door middel van kupexamens kan men hogere graden behalen tot en met 1e kup. Na deze eerste kup heeft men de mogelijkheid een zwarte gordel (1e dan of poom) te behalen. Iemand die nog geen vijftien jaar is krijgt een poomgordel omdat die nog als onvolwassen beschouwd wordt. Indien die persoon vijftien jaar wordt, dient deze nog de toestemming te krijgen van zijn meester.
Na de zwarte gordel zijn er nog negen dan-graden. Vanaf de vierde dan mag iemand zichzelf sabeom nim in het taekwondo noemen. Als de zevende dan behaald wordt, wordt gesproken van master. Vanaf de achtste dan is men grandmaster in het taekwondo.
In een aantal gevallen wordt een dan als ereteken uitgedeeld. Dat kan ook aan mensen zijn die zelf geen Taekwondo beoefenen, zoals Vladimir Poetin die de 9e dan in deze krijgssport kreeg.

## Stijlfiguren
Zoals reeds vermeld, zijn er in taekwondo verschillende stijlfiguren of poomse. Voor de kupgraden zijn er acht poomse. Elke poomse staat telkens gelijk met een van de acht Kwaes (tekens).
1. Taegeuk Il jang: dit is het symbool van 'Keon', dat de "hemel en yang" betekent. 'Keon' symboliseert het begin van de schepping van alle dingen in het universum. Vandaar dat deze poomse zich in het begin van de opleiding situeert.
2. Taegeuk I jang: deze poomse symboliseert de "Tae", dat de innerlijke stevigheid en de uiterlijke zachtheid betekent.
3. Taegeuk Sam jang: deze symboliseert de "Ra", dat 'hitte en helderheid " vertegenwoordigen
4. Taegeuk Sa jang: symboliseert de "Jin", dat de grote kracht en waardigheid vertegenwoordigt
5. Taegeuk O jang: symboliseert de "Zoon", die de wind vertegenwoordigt, met de machtige kracht en rust op basis van zijn kracht en zwakte.
6. Taegeuk Yuk jang: symboliseert de "Kam", die voor water staat, met de onophoudelijke stroom en zachtheid.
7. Taegeuk Chil jang: symboliseert de "Kan", die voor "de berg" staat, en betekent nadenken en stevigheid.
8. Taegeuk Pal jang: symboliseert de "Kon", die 'Yin' en de aarde vertegenwoordigt, zoals de wortel en ook het begin en het einde. Dit is dus de laatste van de acht Taegeuk poomsaes.

Voor de Dangraden zijn er negen poomse, ook hier heeft elke stijlfiguur zijn betekenis:
1. Koryo: symboliseert "seonbae", een geleerd man, die wordt gekenmerkt door de sterke vechtende geest van een rechtvaardig persoon.
2. Keumgang: Keumgang betekent diamant. De Keumgang berg op het Koreaanse schiereiland, die beschouwd wordt als het centrum van de nationale geest, en de "Keumgang Yeoksa" (Keumgangkrijger) zoals genoemd door de Boeddha, en vertegenwoordigt de machtigste krijger.
3. Taebaek: Taebaek is de naam van een berg met de betekenis van "heldere berg", waar Tangun, de stichter van de natie van de Koreaanse volk, het land regeerde, en de heldere berg symboliseert heiligheid van de ziel en Tanguns gedachte van "Hongik InGaN" (humanitaire ideaal).
4. Pyongwon: Pyongwon betekent een vlakte die een enorm uitgestrekte land is. Het is de bron van leven voor alle schepselen en het land waar de mensen leven. Poomsae Pyongwon was gebaseerd op het idee van vrede en strijd als gevolg van de principes van herkomst en gebruik.
5. Sipjin: het woord "Sipjin" is afgeleid van de gedachte van tien lange levens, met daarin tien elementen van een lange levensduur, namelijk zon, maan, bergen, water, steen, pijnbomen, kruid van de eeuwige jeugd, schildpad, herten, en kraan. Ze bestaat uit twee hemellichamen, drie natuurlijke hulpbronnen, twee planten en drie dieren, alle het geven van menselijke wezens geloof, hoop en liefde.
6. Jitae: het woord "Jitae": een man staat met twee voeten op de grond, uitkijkend over de hemel. Een man op de aarde symboliseert het vechten om te overleven tijdens het menselijk leven. Deze Poomsae symboliseert verschillende aspecten in een menselijk leven.
7. Cheonkwon: dit betekent de Hemelse Grote Almachtige, de oorsprong van alle schepselen en het symbool voor de kosmos. Haar oneindige competentie betekent de creatie, verandering en voltooiing.
8. Hansu: het woord "Hansu": water is de levensbron van het leven en de groeiende schepselen. Hansu symboliseert de geboorte van een leven en groei, kracht en zwakte, grootmoedigheid en harmonie, en aanpassingsvermogen.
9. Ilyeo: deze symboliseert de gedachte van een grote boeddhistische priester van Silladynastie, de heilige Wonhyo, die wordt gekenmerkt door de filosofie van de eenheid van geest en lichaam. Poomsae Ilyeo staat voor de harmonisatie van de geest en lichaam, de essentie van de krijgskunst, na een lange training van verschillende soorten technieken en spirituele groei voor de voltooiing van taekwondotraining.[7][8]

ITF-stijlfiguren: tuls.
Chon-Ji: 19 bewegingen. Dit betekent letterlijk: "tussen hemel en aarde". Het wordt in het oosten uitgelegd als de schepping van de wereld en het begin van de mensheid. De oefening bestaat uit twee gelijksoortige delen. Een deel stelt de hemel voor en de andere de aarde.
Dan-Gun: 21 bewegingen. Vernoemd naar de heilige Dan-Gun, de legendarische stichter van Korea in het jaar 2333 v.Chr.
Do-San: 24 bewegingen. Vernoemd naar de patriot Ang Chang-ho, de 24 bewegingen staan voor het leven die hij wijdde aan de bevrijding van Korea.
Whon-Hyo: 28 bewegingen. Genaamd naar de monnik Whon-Hyo, die het boeddhisme introduceerde bij de Silla Dynastie.
Yul-Gok: 38 bewegingen. Yul-Gok is het pseudoniem van de filosoof en geleerde YI I (1936-1584), bijgenaamd “de Confucius van Korea”. De 38 bewegingen van de tul verwijzen naar zijn geboorteplaats op de 38ste breedtegraad. Het diagram betekent “geleerde”.
Joong-Gun: 32 bewegingen. Is genaamd naar de patriot Ahn Joong-Gun, die Hiro-Bumi Ito vermoordde. Deze was de eerste Japanse gouverneur van Korea. De 32 bewegingen van de tul slaan op de leeftijd waarop Ahn Joong-Gun geëxecuteerd werd in de Lui-Shung gevangenis (1910).
Toi-Gye: 37 bewegingen. Toi-Gye is de naam van de bekende geleerde Yi Hwang (16e eeuw), een autoriteit in het nieuw confucianisme. De 37 bewegingen in de tul slaan naar zijn geboorteplaats op de 37e breedtegraad. Het diagram betekent “geleerde”.
Hwa-Rang 29 bewegingen. Hwa-Rang werd genaamd naar de jeugdgroep “Hwa-Rang”, ontstaan in de vroege 7e eeuw. De 29 bewegingen refereren aan de 29e infanterie divisie, alwaar taekwondo ontstond.

## Organisaties
World Taekwondo (het vroegere WTF) (세계 태권도 연맹): Opgericht in 1973; WTF-taekwondo is de (olympische) sportvorm van taekwondo en omvat veel sparren met onder andere kruisbescherming, hoofdbeschermer, borst, arm- en scheenbeschermers; deze vorm is vol contact, alhoewel er met de handen niet op het hoofd mag worden geraakt.
Dankzij de flitsende technieken en grote zelfbeheersing bij het uitvoeren van deze technieken, is de WTF-variant nu al sinds 2000 een vaste sport op de olympische spelen. Dit in tegenstelling tot de ITF-variant. België en Nederland konden in 2016 (RIO) respectievelijk 3 en 1 atleet afvaardigen op de spelen. Op dit moment heeft België met Jaouad Achab, de wereldkampioen én nummer 1 van de wereld in de -63 kg categorie, in zijn rangen.
ITF - International Taekwondo Federation (국제 태권도 연맹): Opgericht in 1966 door generaal Choi Hong-hi. In 1980 introduceerde Choi Hong-hi taekwondo in Noord-Korea.
ITF-taekwondo is de traditionele vorm en kijkt naar de technische beheersing en de esthetische uitvoering van technieken in de stijlvormen en het sparren. Die gebaseerd zijn op de wetten van de fysica. Bij deze vorm mag je de tegenstander tijdens het sparren op het hoofd (geen achterhoofd), voorzijde (tot op bandhoogte) en zijkant van het lichaam gecontroleerd raken (met voet- én handtechnieken). ITF behandelt ook sterk de zelfverdediging.
De ITF heeft ook een hoofdkwartier in Seoel, Zuid-Korea, en is er sprake van toenadering tot de WT.